# Kepler-36
Kepler-36 (auch KOI-277) ist ein Unterriese im Sternbild Schwan, der 1530 Lichtjahre von der Sonne entfernt ist. Der Stern besitzt ein Planetensystem mit zwei bekannten Exoplaneten.

## Eigenschaften
Kepler-36 besitzt eine höhere Masse und einen größeren Radius als die Sonne. Die Dichte des Sterns beträgt jedoch nur etwa 25 % der Sonnendichte, wobei er außerdem heißer und weniger metallreich ist. Den Messdaten zufolge ist Kepler-36 ein Unterriese und damit ein Stern, der sich im Stadium der Entwicklung von der Hauptreihe zu einem Roten Riesen befindet. Sein Alter beträgt 2 bis 3 Milliarden Jahre mehr als das der Sonne.

## Planetensystem
Am 21. Juni 2012 wurde die Entdeckung zweier Planeten um Kepler-36 veröffentlicht, basierend auf den Beobachtungen des Weltraumteleskops Kepler. Bei den beiden Planeten handelt es sich um eine Supererde und einen Mini-Neptun mit wahrscheinlich jeweils etwa 4,5 und 8 Erdmassen, die ihren Zentralstern in jeweils etwa 14 bzw. 16 Tagen umkreisen.
Die Umlaufbahnen beider Planeten liegen mit annähernd nur 0,013 AE gegenseitigem Abstand ungewöhnlich nahe beieinander. Bei ihrer geringsten Annäherung sind Kepler-36b und Kepler-36c nur etwas weniger als zwei Millionen km voneinander entfernt, was dem Fünffachen der Entfernung zwischen Erde und Mond entspricht und zwanzigmal kleiner ausfällt als der geringste Abstand zwischen zwei Planeten im Sonnensystem. Beide Planeten befinden sich in einer Bahnresonanz von 7:6.
| Planet (nach Entfernung vom Stern) | Entdeckung (Jahr) | Radius (in {\displaystyle R_{\oplus }}) | Masse (in M⊕)  | Umlaufzeit (in Tagen)    | Große Halbachse (in AE) | Exzentrizität | Bahnneigung (in °) |
| ---------------------------------- | ----------------- | --------------------------------------- | -------------- | ------------------------ | ----------------------- | ------------- | ------------------ |
| Kepler-36b                         | 2012              | 1,486 ± 0,035                           | 4,45+0,33−0,27 | 13,83989+0,00082−0,00060 | 0,1153 ± 0,0015         | <0,039        | 90,01+0,69−0,71    |
| Kepler-36c                         | 2012              | 3,679 ± 0,054                           | 8,08+0,60−0,46 | 16,23855+0,00038−0,00054 | 0,1283 ± 0,0016         | <0,033        | 89,98+0,54−0,53    |